# Zhuj Selmani
Zhuj Selmani (ur. ok. 1844 w Koshutanie, zm. 1875) – albański działacz niepodległościowy i lutnik. Stacjonował w kulli w Sheremecie, która w 1875 roku została zaatakowana przez siły czarnogórskie, w wyniku których został ciężko ranny; gdy dowiedział się, że Czarnogórcy zamierzają go zabrać żywego do Cetynii, wysadził prochem strzelniczym budynek, zabijając siebie, jak i wielu czarnogórskich żołnierzy.

## Upamiętnienie
W 2013 roku na jego cześć wzniesiono pomnik w Peciu.
Został odznaczony Orderem Wolności I klasy oraz Złotym Medalem Orła.

## Życie prywatne
Syn Selmana Muçy, miał czterech braci: Zymera, Hysena, Bajrama i Sokola.